# Pałac w Twardawie
Pałac w Twardawie – pałac, który znajduje się w Twardawie.

## Historia
Istniejący do dziś pałac został najprawdopodobniej zbudowany w XIX wieku w stylu klasycystycznym, w formie tzw. włoskiej willi. Budynek murowany z cegły, potynkowany, wzniesiony na planie zbliżonym do prostokąta, częściowo podpiwniczony, dwukondygnacyjny, nakryty dachami o niewielkim spadku. W elewacji frontowej niewielki ganek filarowy podtrzymujący balkon, w elewacji bocznej większy ganek, poprzedzony tarasem, wsparty na pilastrowanych filarach i kolumnach. Dominantą obiektu jest kwadratowa pięciokondygnacyjna wieża nakryta płaskim dachem. Elewacje zachowały ślady dawnych podziałów za pomocą lizen i wydatnych gzymsów.
Podczas prac remontowych przeprowadzanych w latach 70., pałac lekko zmienił swój dotychczasowy układ pomieszczeń oraz usunięto liczne detale architektoniczne.
Budynek otoczony ogrodzeniem można zobaczyć z zewnątrz. Przez wiele lat znajdowały się w nim biura PGR oraz przedszkole, obecnie obiekt nie jest użytkowany. Pałac pozostaje w niezłym stanie technicznym, za nim rozciąga się niewielki park krajobrazowy, w pobliżu znajduje się kościół parafialny.